# Шемчук, Мария Александровна
Мари́я Алекса́ндровна Шемчу́к (родилась 12 марта 1989 в городе Кирово-Чепецке Кировской области) — российская регбистка, игрок сборной России по регби-7. Двукратная чемпионка Европы.

## Биография
В школьные годы занималась лёгкой атлетикой под руководством Натальи Леонидовны и Игоря Сергеевича Малых. В 2006 году поступила в ВятГУ, в 2007—2012 годах продолжила образование в МЭСИ (информатик-экономист). Во время учёбы была приглашена в создающуюся регбийную команду. Выступает за команду «РГУТИС-Подмосковье».
С 2013 года — спортсмен-инструктор сборной России по регби. В сборной по регби-7 в 2014 и 2016 годах выигрывала чемпионаты Европы (Европейская серия регби). Вошла в состав спортсменов — кандидатов в Олимпийскую сборную России по регби-7 для подготовки к участию в Играх XXXI Олимпиады 2016 года в Рио-де-Жанейро, однако сборная России туда не квалифицировалась.

## Достижения
- Чемпионка Европы по регби-7: 2014, 2016